# قلعه کوما
بقایای قلعه کوما مربوط به نیمه اول هزاره اول است و در شهرستان کلیبر، بخش مرکزی، روستای کوما واقع شده و این اثر در تاریخ ۱۸ خرداد ۱۳۸۴ با شمارهٔ ثبت ۱۱۸۹۷ به‌عنوان یکی از آثار ملی ایران به ثبت رسیده است.